# Annalen der Physik
Annalen der Physik (en català: Anuals de física) és una de les revistes científiques més antigues sobre física; es publica des de 1799. La revista publica articles originals revisats per parells sobre física experimental, teòrica, aplicada i matemàtica i àrees relacionades. L'editor en cap és Stefan Hildebrandt. Abans de 2008, la seva abreviatura ISO 4 era Ann. Phys. (Leipzig) , després del 2008 es va convertir en Ann. Phys. (Berl.).
La revista és la successora del Journal der Physik, publicat des de 1790 fins a 1794, i Neues Journal der Physik, publicat des de 1795 fins a 1797. La revista s'ha publicat amb diversos noms (Annalen der Physik, Annalen der Physik und der physikalischen Chemie, Annalen der Physik und Chemie, Annalen der Physik und Chemie de Wiedemann) durant la seva història.

## Història
Originalment, Annalen der Physik va ser publicat en alemany, llavors una llengua científica líder. Des dels anys 50 fins als 80, la revista va publicar tant en alemany com en anglès. Inicialment, només autors estrangers contribuïen amb articles en anglès, però a partir de la dècada de 1970 els autors de parla alemanya escrivien cada cop més en anglès per tal d'arribar a un públic internacional. Després de la reunificació alemanya el 1990, l'anglès es va convertir en l'únic idioma de la revista.
La importància de Annalen der Physik Inqüestionablement va assolir el seu màxim el 1905 amb els articles d'Albert Einstein Annus Mirabilis. A la dècada de 1920, la revista va perdre terreny davant la concurrent Zeitschrift für Physik. Amb l'onada d'emigració de 1933, les revistes en llengua alemanya van perdre molts dels seus millors autors. Durant l'Alemanya nazi, es considerava que representava "els elements més conservadors de la comunitat de física alemanya", juntament amb Physikalische Zeitschrift. Entre 1944 i 1946 va cessar la publicació a causa de la Segona Guerra Mundial. A l'agost de 1946, les autoritats militars soviètiques van concedir permís per reiniciar la revista, i posteriorment la revista va mantenir una política fins al 1992 de coeditora per una persona d'Alemanya de l'Est i una d'Alemanya de l'Oest. Després de la reunificació alemanya, la revista va ser adquirida per Wiley-VCH.
Es va anunciar un rellançament de la revista amb nou editor i nous continguts per al 2012. Com a resultat del rellançament de 2012, Annalen der Physik va canviar l'abast i actualitzar la composició del consell editorial.

## Obres destacades publicades
Alguns dels articles més famosos publicats a Annalen der Physik van ser:
- sobre la resolució dels corrents en un circuit electrònic de Gustav Kirchhoff (1847),
- sobre la relaxació exponencial estirada de Rudolf Kohlrausch (1854),
- sobre la relaxació exponencial estirada de Friedrich Kohlrausch (1863, 1876),
- sobre l'efecte fotoelèctric per Heinrich Hertz (1887),
- sobre la teoria de la radiació del cos negre de Max Planck (1901),
- sobre la capil·laritat d'Albert Einstein (1901),
- els articles d'Annus Mirabilis d'Albert Einstein sobre fotons, sobre el moviment brownià, sobre l'equivalència massa-energia, i sobre la teoria especial de la relativitat,  (1905)
- sobre la capacitat calorífica dels sòlids amb nivells d'energia quantificats per Einstein (1907),
- sobre el moviment molecular prop del zero absolut per Einstein i Otto Stern (1913),
- sobre la teoria general de la relativitat d'Einstein (1916)